# Igor Patienko
Igor Giennadjewicz Patienko (ros. Игорь Геннадьевич Патенко, ur. 25 maja 1969 w Tarazie) – białoruski kolarz szosowy, złoty medalista mistrzostw świata.

## Kariera
Największy sukces w karierze Igor Patienko osiągnął w 1990 roku, kiedy wspólnie z Ołeksandrem Markowniczenko, Rusłanem Zotowem i Ołehem Hałkinem zdobył złoty medal w drużynowej jeździe na czas na mistrzostwach świata w Utsunomiya. Był to jednak jedyny medal wywalczony przez niego na międzynarodowej imprezie tej rangi. W tej samej konkurencji zajął także siódme miejsce na rozgrywanych trzy lata później mistrzostwach świata w Oslo. W 1992 roku wystartował na igrzyskach olimpijskich w Barcelonie, gdzie wraz z kolegami zajął czwarte miejsce. Ponadto w latach 1986-1987 zdobywał wicemistrzostwo świata juniorów w tej konkurencji.